# Соколово (Каменський район)
Соколо́во (рос. Соколово) — село у складі Каменського району Алтайського краю, Росія. Входить до складу Столбовської сільської ради.

## Населення
Населення — 4 особи (2010; 2 у 2002).
Національний склад (станом на 2002 рік):
- росіяни — 100 %